# Włatko Iliewski
Włatko Iliewski (mac. Влатко Илиевски, ang. Vlatko Ilievski; ur. 2 lipca 1985 w Skopju, zm. 6 lipca 2018 tamże) – macedoński aktor i piosenkarz pop-rockowy, reprezentant Macedonii podczas 56. Konkursu Piosenki Eurowizji w 2011 roku. Dawniej członek zespołu Moral.

## Życiorys

### Dzieciństwo i początki kariery
Urodził się 2 lipca 1985 w Skopju. W wieku 9 lat rozpoczął naukę gry na pianinie i gitarze. Wtedy też zaczął śpiewać w lokalnych zespołach w mieście. W 2000 wystąpił na Macedonian Rock-Fest z grupą Made in Macedonia, z którymi wygrał dwie statuetki.

### Kariera muzyczna
W 2000 dołączył do składu macedońskiego zespołu rockowego Moral. W 2001 nagrali kilka piosenek, a w 2003 wydali pierwszy wspólny album studyjny, zatytułowany Koga patuvam, na którym znalazły się takie piosenki, jak „Paniczno te sakam”, „Skopje”, „Ti si”, „Owa e Makedonija” czy „A ti me ubiwasz”. Z powodu swojego wyglądu Iliewski często był nazywany „macedońskim Jonem Bon Jovim”. W 2005 zespół był supportem na koncercie Deep Purple w Skopju.
W 2007 Iliewski rozpoczął karierę solową. W 2008 wziął udział na festiwalu Оhrid fest, podczas którego zaśpiewał piosenkę „Niebo”. W tym samym roku pojawił się również na festiwalach Skopje 2008 (z piosenką „Drugi Zborowi”) i Makfest 2008 (z „Ne te możam”). W 2009 wystąpił z piosenką „Najbogat na swet (Najbogatij)” na Skopje Fest 2009 i z „Pak na staro” na Makfest 2009. W międzyczasie nawiązał współpracę z Risto Samardzievem, z którym nagrał piosenkę „Za łjubow se pee do kraj” zaprezentowaną podczas Ohrid Fest 2009.
5 czerwca 2010 w Boris Trajkovski Hall w Skopju zagrał swój pierwszy solowy koncert, występując przed ok. 10-tysięczną widownią. Na scenie towarzyszyli mu Tamara Todewska i muzycy z zespołu Moral. W tym samym roku Iliewski z piosenką „Srjeka” wziął udział w macedońskich eliminacjach eurowizyjnych. Wygrał pierwszy półfinał i zdobył awans do finału. Zajął w nim drugie miejsce.
Pod koniec stycznia 2011 z piosenką „Rusinka” zakwalifikował się do finału krajowych eliminacji do 56. Konkursu Piosenki Eurowizji. W marcu wygrał finał selekcji, dzięki czemu został reprezentantem Macedonii w konkursie organizowanym w Düsseldorfie. W połowie marca zaprezentował teledysk do konkursowej piosenki, a 12 maja wystąpił podczas drugiego półfinału konkursu, w którym zajął 16. miejsce i nie zakwalifikował się do finału.
Zmarł 6 lipca 2018 w Skopju z powodu zatrzymania akcji serca wskutek przedawkowania narkotyków i alkoholu.

## Dyskografia

### Albumy studyjne
- So drugi zborowi
- Najbogat na swet